# Margaromma sexualis
Margaromma sexualis är en spindelart som först beskrevs av Embrik Strand 1911.  Margaromma sexualis ingår i släktet Margaromma och familjen hoppspindlar. Inga underarter finns listade i Catalogue of Life.